# Vjekoslav Servatzy
Vjekoslav Servatzy (Ruma, 23. ožujka 1889. – Zagreb, 17. lipnja 1945.), hrvatski vojnik i političar, član Ustaškog pokreta, časnik u vojskama Austro-Ugarske i Nezavisne Države Hrvatske.

## Životopis
U Prvom svjetskom ratu kao austrougarski časnik bio odlikovan zlatnom kolajnom za hrabrost. Nakon uspostave Kraljevine Srba, Hrvata i Slovenaca uhićivan kao hrvatski nacionalist. Nakon uvođenja Šestosiječanjske diktature 1929. godine emigrirao je u Italiju, gdje je s Antom Pavelićem jedan od osnivača ustaškog pokreta. Godine 1932. jedan je od organizatora tzv. Ličkog ustanka. Zapovjednik ustaškog vojnog logora u Janka Puszti (Mađarska) 1933. – 1934. (Prije njega zapovjednik je bio Jure Francetić.)
U travnju 1941. godine vratio se s Pavelićem u Hrvatsku i postao je jedan od vođa ustaškog režima u NDH. Jedan od osnivača i zapovjednika Ustaške vojnice, od lipnja 1941. godine u činu pukovnika. U listopadu 1944. godine imenovan je za velikog župana Velike župe Gora-Prigorje. Godine 1945. imenovan je za generala. Partizani su ga zarobili na Bleiburgu. U Zagrebu je nakon kratkog suđenja osuđen na smrt i strijeljan.